# یونس محمدی
یونس محمدی (زاده ۱۳۲۸ خرمشهر – درگذشته ۱۲ اردیبهشت ۱۴۰۱) سیاست‌مدار ایرانی بود، که در ادوار اول، دوم، سوم و چهارم مجلس شورای اسلامی به‌عنوان نماینده حوزهٔ انتخابیهٔ خرمشهر، از استان خوزستان در مجلس شورای اسلامی حضور داشت.